# 维尔德·伯厄·里萨
维尔德·伯厄·里萨（挪威語：Vilde Bøe Risa；1995年7月13日—），挪威女子职业足球运动员，司职中场，目前效力于马德里竞技俱乐部和挪威国家女子足球队。她曾代表挪威参加2022年欧洲女子足球锦标赛和2023年国际足联女子世界杯等多场国际赛事。